# 紀元前148年
紀元前148年（きげんぜん148ねん）は、ローマ暦の年である。

## 他の紀年法
- 干支 : 癸巳
- 日本
  - 開化天皇10年
  - 皇紀513年
- 中国
  - 前漢 : 景帝中元2年
- 朝鮮
  - 檀紀2186年
- 仏滅紀元 : 397年
- ユダヤ暦 : 3613年 - 3614年

## できごと

### アイルランド
- ロングフォード県にCorlea Trackwayが建設された。

### ローマ
- ピュドナの戦いでアンドリスコスがクィントゥス・カエキリウス・メテルスの軍に敗れた。これにより、紀元前146年には、マケドニア王国はローマ帝国の属州と見なされるようになった。
- アクイレイアとジェノヴァを結ぶポストイナ街道が建設された。
- スキピオ・アエミリアヌスは、マシニッサの死後、3人の息子ミキプサ、グルッサ、マスタナバルにヌミディアを分割して相続させた。

## 死去
- マシニッサ - ヌミディア王（* 紀元前238年）
- 袁盎 - 前漢の政治家